# Джапаридзе, Кэто
Кэто (Кэтевана Константиновна) Джапаридзе (груз. ქეთევან კონსტანტინეს ასული ჯაფარიძე; 11 (24) февраля 1901, Квишхети, Кутаисская губерния, Российская империя — 20 сентября 1968, Тбилиси, Грузинская ССР, СССР) — советская грузинская певица, работавшая в жанре романса. Заслуженная артистка Грузинской ССР (1956).

## Биография
В 1909 году пошла учиться в Тифлисскую дворянскую гимназию, где её мощный голос был замечен известным композитором Захарием Палиашвили, который работал там учителем музыки и руководил школьным хором.
В 1919 году поступила в Тифлисскую консерваторию.
В 1927 году по окончании консерватории уехала в Берлин, где 3 года брала уроки пения. В 1930 году вернулась в СССР (в Грузию).
Весной или летом 1937 года дебютировала в Москве — дала сольный концерт на сцене «Эрмитажа» (Московского театра революции). Приблизительно в то же время (весной 1937 года) дебютировала а Ленинграде в театре Сада отдыха.
В 1939 году была приглашена участвовать в Первом всесоюзном конкурсе артистов эстрады и получила, как и Клавдия Шульженко, 4-ю премию.
Во время Великой Отечественной войны Кэто пришлось сменить репертуар, она начала исполнять песни патриотического характера. Певица дала множество концертов в госпиталях и на линии фронта.
В 1956 году Джапаридзе была удостоена звания Заслуженной артистки Грузинской ССР.
Кэто скончалась 20 сентября 1968 года, похоронена в Дидубийском пантеоне.

## Стиль
Согласно книге «Русская советская эстрада» (1976 год), Кето Джапаридзе «внесла в цыганский стиль элементы грузинского национального пения, давшие неожиданную и новую окраску исполнению».